# Jiří Bernát
Jiří Bernát (2. května 1933 Držkov – 20. listopadu 2014 Tábor) byl český soudce specializovaný na trestní právo. Nejdéle působil v Táboře, nejdříve jako soudce zdejšího vyššího vojenského soudu, později u místní pobočky českobudějovického krajského soudu. Ovlivnil řadu českých soudců.

## Život
Pocházel z chudé dělnické rodiny v Podkrkonoší, v roce jeho narození matka ovdověla a vychovávala jej spolu s dvěma jeho bratry sama. Vyučil se jako tkadlec, ale poté vystudoval střední školu pro důstojnický dorost a vojenské učiliště a v roce 1953 se stal vojákem z povolání. Mezi lety 1958 až 1963 vystudoval pražskou právnickou fakultu a začal působit ve vojenské justici. Od předsedy senátu a později náčelníka (předsedy) vojenského obvodového soudu se vypracoval až k předsedovi senátu vyššího vojenského soudu v Táboře, kam byl přeložen roku 1966. Byl členem KSČ, v roce 1970 byl ale za politické názory projevené během pražského jara degradován a do této funkce se vrátil až za deset let. Od roku 1986 pak působil i jako zástupce náčelníka vyššího vojenského soudu v Táboře. V tomto městě byl také poslancem MěNV a předsedou jeho školské a kulturní komise. Po zrušení vojenských soudů k roku 1994 začal soudit jako trestní soudce krajského soudu.
Své souzení dokázal zlidštit, často např. odsouzeným udílel rady do dalšího života. Za svou kariéru vynesl dva rozsudky smrti. Mediálně známým se stal např. odsouzením vraha Miloslava Širůčka na doživotí (2004), bývalého federálního ministra vnitra Františka Kincla, jeho prvního náměstka Alojze Lorence a bývalého náčelníka hlavní správy kontrarozvědky Karla Vykypěla (1993) nebo agenta StB Ludvíka Zifčáka (1994) za zneužití pravomocí veřejného činitele. Odsoudil také (1998) tři pachatele za vraždu Roma Tibora Danihela, který se utopil v řece Otavě. Naposledy se věnoval kauze, ve které byl mj. ze zmanipulování konkurzních řízení obviněn ústecký soudce Jiří Berka, kterou však již nestihl dokončit, když v roce 2007 odešel do penze. Pro mnoho svých kolegů byl vzorem soudce.